# Massabrac
Massabrac (em occitano:  Massabrac) é uma comuna francesa na região administrativa da Occitânia, no departamento do Alto Garona. Estende-se por uma área de 4 km², com 91 habitantes, segundo o censo de 2018, com uma densidade de 23 hab/km².